# Himinbjörg
Himinbjörg (aisl.: „Himmelsberg, Himmelsburg“) ist in der nordischen Mythologie einer der Götterpaläste in Asgard und der Wohnsitz des Gottes Heimdall. Himinbjörg befindet sich am Rande Asgards, direkt am Kopf der Regenbogenbrücke Bifröst.

„Himinbjörg, ist die achte, wo Heimdall soll

Der Weihestatt walten.

Der Wächter der Götter trinkt in wonnigem Hause

Da selig den süßen Met.“

Bemerkenswert ist, dass in der Vita des Sankt Gallus ein Himilinberc genannt wird. Der Heilige begab sich mit einem einheimischen Begleiter in den Urwald, wo die beiden Männer von weiblichen Dämonen bedroht wurden, die Gallus schließlich vertrieb. Später hörten die beiden Männer, wie sich die Dämonen vom Himilinberc herab beklagten und fragten, ob der Fremde (Gallus) immer noch da wäre.